# Абдурахманов, Виктор Юсупович
Виктор Юсупович Абдурахманов (14 января 1952, Амурская область — 17 марта 2013) ― передовик советской строительной отрасли, участник строительства Байкало-Амурской магистрали.

## Биография
Виктор Юсупович Абдурахманов родился в селе Улунга Покровского района Амурской области.
В 1975 году окончил строительный факультет ЛИИЖТ, после чего был распределен на строительство Байкало-Амурской магистрали в трест «Тындатрансстрой», где прошел путь от мастера до начальника СМП-573. Всего посвятил 18 лет трудовой деятельности строительству БАМа.
В 34 года стал заместителем управляющего трестом «Тындатрансстрой». Основной задачей на тот период была электрификация вторых путей Транссиба, которые считались самым трудным участком для строителей.
Спустя два года, в 1988 году, возглавил Управление Строительства «Бамстройпути», руководителем которого он оставался вплоть до своей смерти, после чего компанию возглавил его сын Антон Викторович.
В начале 90-х принял меры для сохранения предприятия в условиях прекращения финансирования и помог примерно 2000 семей переехать из районов БАМа в новые места строительства. Затем компания была перевезена в Москву, где стала выполнять функции застройщика и генподрядчика на различных объектах.
Под его руководством были построены объекты различного уровня и сложности, в том числе, Национальный центр управления в кризисных ситуациях МЧС РФ, Академия гражданской защиты МЧС РФ, Академия государственной противопожарной службы МЧС РФ, горнолыжный склон в Ново-Переделкино, ремонтно-экипировочное депо станции Москва-Киевская, Дом Правительства Московской области, Конькобежный центр в г. Коломне, здание Счетной палаты в г. Москве, Комплекс зданий в Особой Экономической Зоне «Дубна», Штаб-квартира ВОО «РГО» в г. Москве.
Под руководством Виктора Абдурахманова в 2001 году после наводнения в Ленске был построен за короткий срок поселок на 2500 жителей с полным обеспечением инженерными сооружениями и социально-культурными объектами. После чего Виктору Абдурахманову присвоено звание Заслуженного строителя России. Награжден был Президентом России.
Также Виктор Абдурахманов принял участие в исторической реконструкции Большого театра России.
Виктор Юсупович был мастером спорта по самбо.

## Награды и звания
- Орден Ленина;
- Орден Трудового Красного Знамени;
- Медаль «За строительство Байкало-Амурской магистрали»;
- Орден «Знак Почёта»;
- «Заслуженный строитель Российской Федерации»[3];
- «Почетный строитель России»;
- «Заслуженный строитель Московской области»;
- Знак «Почетный транспортный строитель»;
- Знак «Почетный железнодорожник»;
- Знак «Почетный работник МЧС»;
- Знак «За заслуги перед Московской областью»[4];
- Знак губернатора Московской области «Благодарю»;
- Памятный знак Республики Саха (Якутия);
- Знак «За отличие в труде»;
- Знак МЧС России «Участнику ликвидации чрезвычайных ситуаций»;
- Знак МЧС России «За заслуги»;
- Медаль «За содружество во имя спасения»;
- Бронзовая медаль «За достигнутые успехи в развитии народного хозяйства СССР».